# Dallach D2
Die Dallach D2 „Sunrise“ (auch Sunrise II) ist ein Ultraleichtflugzeug, das von Wolfgang Dallach entwickelt wurde.

## Geschichte
Nach dem Ende seiner Kunstflugkarriere 1982 widmete sich Wolfgang Dallach der Entwicklung von Ultraleichtflugzeugen. Sein Erstlingswerk wurde der Tiefdecker D2 Sunrise, der zwischen 1984 und 1991 in seiner Firma im schwäbischen Straßdorf gefertigt wurde. Ab 1989 wurde sie durch den Doppeldecker Sunwheel und ab Frühjahr 1993 durch die zweisitzige und mit Einziehfahrwerk und teilweise mit Spornrad ausgerüstete Fascination abgelöst.

## Konstruktion
Die D2 Sunrise ist ein zweisitziger Tiefdecker mit Stahlrohrrumpf und offenem Cockpit, die vom Design her der Klemm L25 ähnelt. Die Konstruktion änderte sich während des Fertigungszeitraumes. So wies der Prototypenrumpf im hinteren Bereich einen dreieckigen Querschnitt auf, wogegen die späteren Serienmodelle einen Kastenrumpf besitzen. Die Tragflächen des Prototyps hatten hölzerne Hauptholme und der vordere Flügelbereich war bis zum Hauptholm mit Sperrholz beplankt. In der Serie war der Hauptholm aus Kohlefaserverbundwerkstoff und fest mit der CFK-Flügelnase verklebt. Nach den ersten Serienflugzeugen wurde das Flügelprofil (Wortmann FX 63-137) modifiziert. Es bekam eine gerade Unterseite, um eine etwas höhere Fluggeschwindigkeit zu ermöglichen.
Auch der modifizierte Visa-Motor wurde nochmals überarbeitet. Die ersten Motoren hatten eine Trockensumpfschmierung. Sie waren kopfstehend eingebaut, die Ölwanne war entfernt und die entstandene Öffnung mit einer Aluminiumplatte verschlossen. Diese Abdeckung hatte Dichtigkeitsprobleme. Daher wurde der Motor nun so eingebaut, dass die Ölwanne unten lag und die originale Nasssumpfschmierung blieb. Da nun aber die Auspuffstutzen schräg nach vorn-oben standen, war an jedem Zylinder ein 180°-Krümmer notwendig, von dem je ein Flexschlauch zum Schalldämpfer unter dem Rumpf führte. Diese Konstruktion bekam den Spitznamen „Geweih“. Die Motorverkleidung, die obere Heckverkleidung und die tragenden Teile der Tragflächen wurden aus faserverstärktem Kunststoff gebaut. Die Leitwerksflächen waren nicht profiliert und bestanden aus bespannten Stahlrohrrahmen mit Hartschaum-Füllung. Die Höhenleitwerksflächen lassen sich für den Transport nach oben klappen, ohne dass die Ruderanschlüsse getrennt werden müssen. Als Motor kam ein modifizierter 40-PS-Zweizylinder aus dem Citroën Visa oder ähnliche Motoren mit bis zu 70 PS zum Einsatz. Mit dem Standardtank mit 30 l Volumen konnte man bis zu 5 h in der Luft bleiben.

## Technische Daten
| Kenngröße              | Sunrise                                                        | Sunrise II                                                     | Sunrise II mit Verner-Motor |
| ---------------------- | -------------------------------------------------------------- | -------------------------------------------------------------- | --------------------------- |
| Besatzung              | 1 + 1                                                          | 1 + 1                                                          | 1 + 1                       |
| Länge                  | 5,30 m                                                         | 5,90 m                                                         | 5,90 m                      |
| Spannweite             | 13,10 m                                                        | 13,22 m                                                        | 10,82 m                     |
| Rumpfhöhe              | ? m                                                            | 1,90 m                                                         | ? m                         |
| Flügelfläche           | 15,7 m²                                                        | 15,4 m²                                                        | 13,24 m²                    |
| Flügelstreckung        | 10,9                                                           | 11,3                                                           | 8,8                         |
| Gleitzahl              | 18                                                             | 18                                                             | ?                           |
| Geringstes Sinken      | 1 m/s                                                          |                                                                |                             |
| Nutzlast               | ? kg                                                           | ? kg                                                           | ? kg                        |
| Leermasse              | 256 kg                                                         | 150 kg                                                         | 256 kg                      |
| max. Startmasse        | 400 kg                                                         | 340 kg                                                         | 400 kg                      |
| Reisegeschwindigkeit   | 100 km/h                                                       | 105 km/h                                                       | ? km/h                      |
| Höchstgeschwindigkeit  | 150 km/h                                                       | 165 km/h                                                       | 130 km/h                    |
| Mindestgeschwindigkeit | 45 km/h                                                        | 55 km/h                                                        | 65 km/h                     |
| Startrollstrecke       |                                                                | 70 m                                                           |                             |
| Dienstgipfelhöhe       | ? m                                                            | ? m                                                            | ? m                         |
| Reichweite             | 500 km                                                         | 266 km                                                         | ? km                        |
| Triebwerke             | ein Zweizylinder-Boxermotor (vom Citroën Visa); 29 kW, 650 cm³ | ein Zweizylinder-Boxermotor (vom Citroën Visa); 29 kW, 650 cm³ | VERNER SVS 1400             |